# Gornji Karin

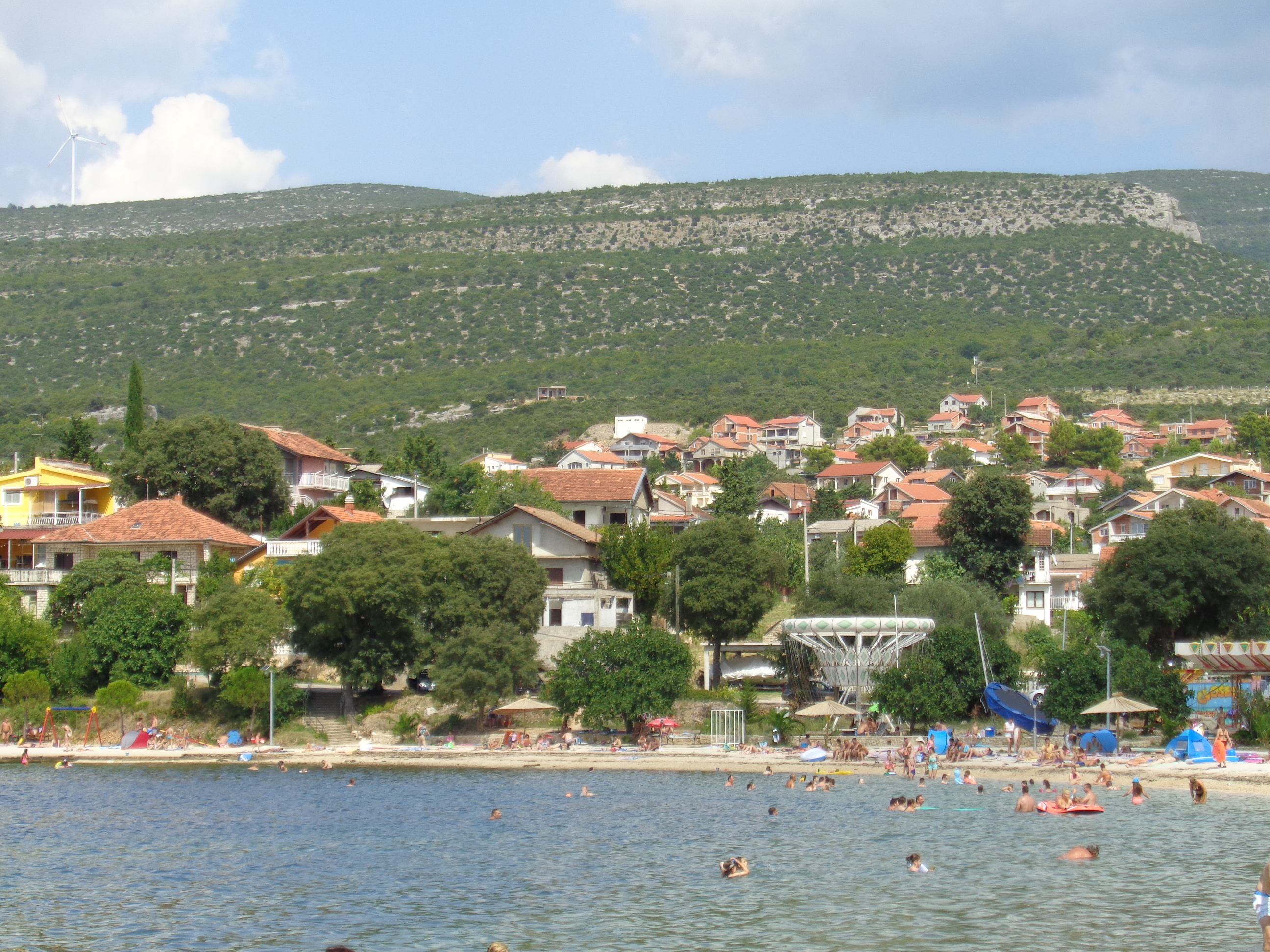
Blick auf Gornji Karin

Gornji Karin ist eine Ortschaft in der Gespanschaft Zadar im dalmatinischen Teil Kroatiens. Administrativ gehört Gornji Karin zur Stadt Obrovac.

## Geographie

### Lage
Gornji Karin liegt am Kariner Meer, einem Küstengewässer der Adria in Norddalmatien. Gornji Karin liegt 13 km nördlich von Benkovac und 14 km südwestlich von Obrovac.

### Klima
Das Klima der Region ist nach der Köppen-Geiger-Klassifikation im Übergangsbereich von mediterran (Csa) zu subtropisch feucht (Cfa). Zu jeder Jahreszeit kann es zu Niederschlägen kommen. Die Sommer sind oft heiß. Gornji Karin liegt im Einflussbereich der Bora, einem kalten Fallwind aus Nordost, der im Winter besonders stark ist.

### Bevölkerung
Bei der Volkszählung von 1991 hatte Gornji Karin 851 Einwohner, die mehrheitlich Serben waren. Laut der Volkszählung von 2011 hat Gornji Karin 1125 Einwohner. Der prozentuale Anteil der Serben an der Bevölkerung ist, durch die Auswirkungen des Kroatienkriegs, höchstwahrscheinlich gesunken.

## Geschichte
Etwas südwestlich des heutigen Gornji Karin befand sich die Siedlung Corinium, die von Kelten, Illyrern und Römern bewohnt wurde. Es werden die Überreste eines römischen Amphitheaters vermutet. Das Gebiet stand im Mittelalter unter Kontrolle der Ostgoten, Ostroms, des Frankenreichs und des mittelalterlichen Kroatiens. Zwischen 1527 und 1683 stand das Gebiet unter Kontrolle der Osmanen. Danach übernahm die Republik Venedig die Kontrolle. Später war es Teil des Habsburger Reiches und ab 1918 Teil Jugoslawiens. Während des Kroatienkrieges wurde Gornji Karin von Serben kontrolliert. Im Zuge der Militäroperation Oluja kam das Gebiet wieder unter die Kontrolle der Republik Kroatien.

## Sehenswürdigkeiten
Etwas außerhalb des Ortes befindet sich ein Franziskanerkloster.

## Tourismus
Gornji Karin ist ein Touristenort mit einem großen Badestrand. Der Ort wird jedes Jahr von Touristen aus ganz Europa besucht.

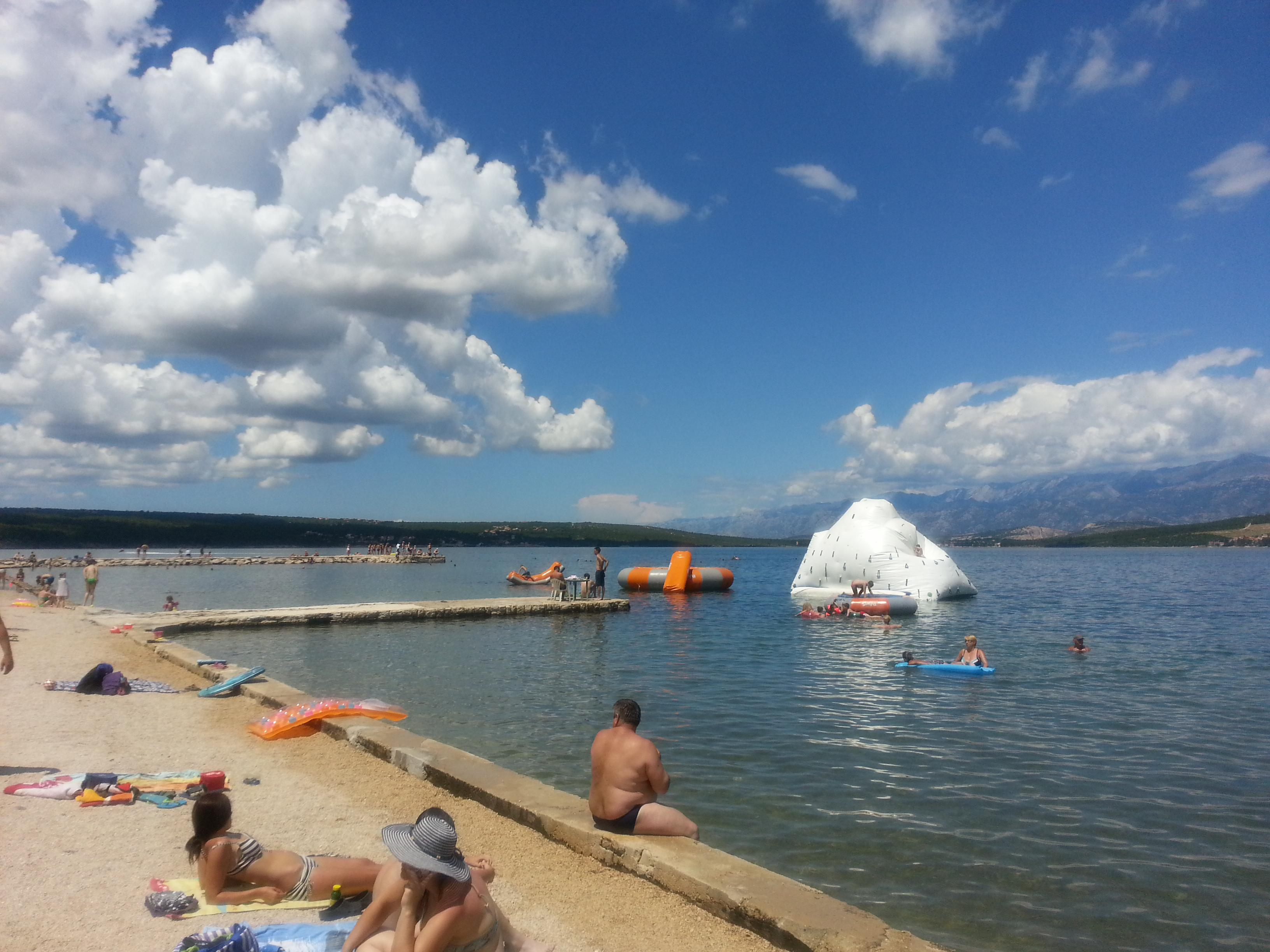
Strand in Gornji Karin
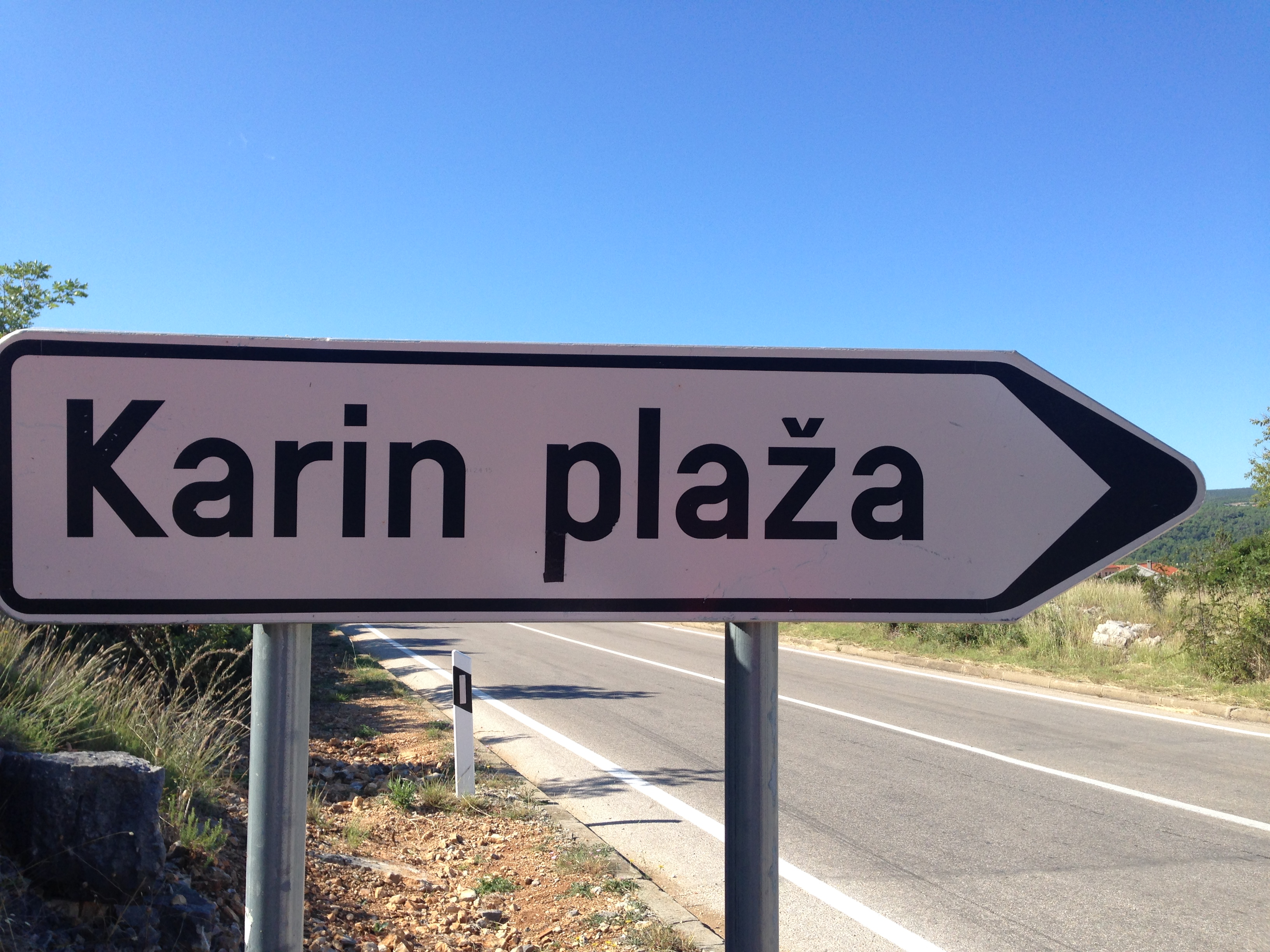
Strand von Gornji Karin
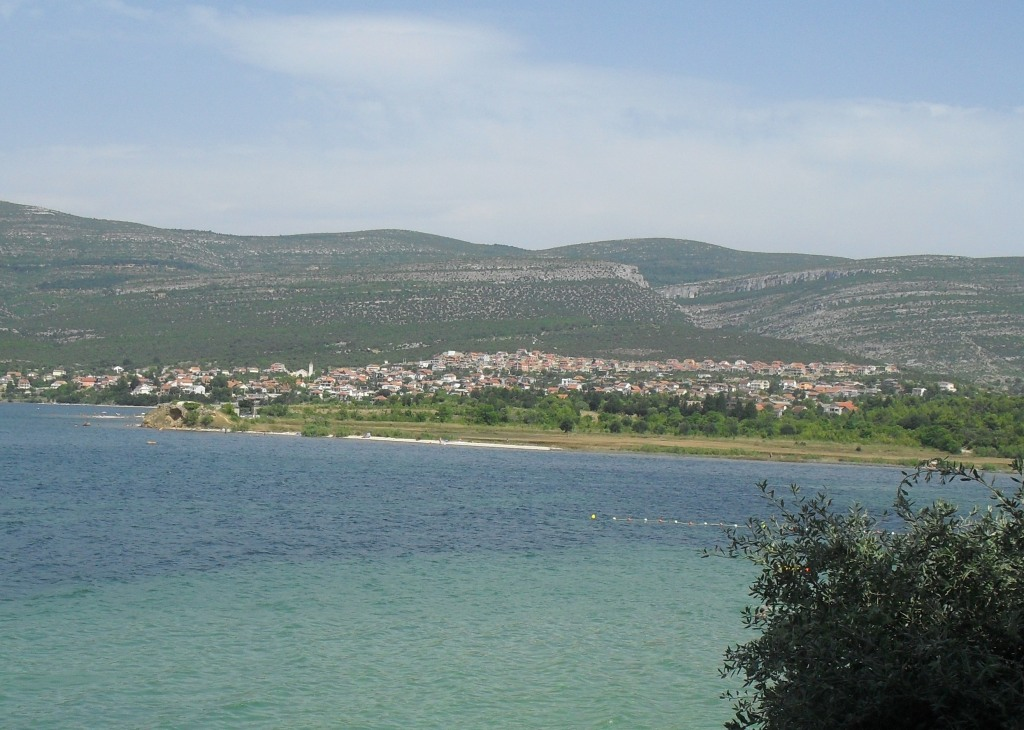
Blick auf Gornji Karin